# Чапкіс Григорій Миколайович
Григо́рій Микола́йович Ча́пкіс (24 лютого 1930, Кишинів — 13 червня 2021) — український хореограф, народний артист України (08.02.2010).
Керівник Школи танцю Чапкіса. Головний балетмейстер ансамблю бального танцю «Натхнення» (наймолодшій учасниці якого 50 років). Був членом журі шоу «Танці з зірками», головою журі фестивалю «Містерія танцю».
Професор кафедри сучасної хореографії факультету хореографічного мистецтва Київського національного університету культури і мистецтв.

## Біографія
Народився 24 лютого 1930 року в Кишиневі. Рідною мовою називав румунську.
Мати займалася хатнім господарством (у сім'ї було 7 дітей), а батько був лимарем. 
| З 7 років я щовечора сідав біля ресторану та чистив взуття, розносив газети. Коли мені було 11 років, почалася війна, ми опинилися в евакуації у Казахстані, де я пас табун молодих коней.[4] |
1944 — повертаючись із евакуації, Чапкіси захворіли на тиф і вимушено осіли в Києві. Тут юний Григорій працював будівельником на відбудові Хрещатика.
1945 — вступив до залізничного училища.
Став танцівником Ансамблю пісні й танцю «Трудові резерви», у складі якого 1945 року виступав перед представниками радянської чолівки: Сталіним, Ворошиловим, Кагановичем.
Закінчив Київський інститут культури та студію при оперному театрі.
Під час своїх гастролей світом спілкувався з такими особами, як Мао Цзедун, Хо Ши Мін, Фідель Кастро, Сальвадор Далі, імпресаріо і мільярдером Сол Юрок (Соломон Ізраїлевич Юревич).

Могила Григорія Чапкіса, Байкове кладовище

Професор кафедри сучасної хореографії факультету хореографічного мистецтва Київського національного університету культури і мистецтв. Професор факультету хореографічного мистецтва Київського університету культури. Професор кафедри хореографії Інституту мистецтв Київського університету імені Бориса Грінченка.
У грудні 2020 року Чапкіса було госпіталізовано з двосторонньою пневмонією, згодом виписано, з 6 по 9 січня 2021 року його було госпіталізовано повторно, бо запалення легенів виявилося недолікованим. 9 лютого Чапкіса було ще раз госпіталізовано до реанімації через ускладнення. Помер на 92-му році життя 13 червня 2021 року в Києві. Був похований 18 червня на центральній алеї Байкового кладовища (ділянка № 42а).

## Танці
Вперше вийшов на сцену, як сам каже, у віці 10—11 років у Будинку піонерів.
| Танцювати та ходити я навчився одночасно. З того часу займаюся цим щодня, адже танці - моя сутність та життя. Я хореограф широкого профілю, зате більше нічого робити не вмію. Пояснити це просто - я народився в Румунії, серед циганів та молдаван. Зранку мене випускали у двір і тільки ввечері забирали додому – на вулиці мене й навчили водити танки. [4] |
Творчу діяльність розпочав після війни.
| У віці 15 років в училищі мене відібрали до обласного ансамблю, з яким я приїхав до Москви, виступати в Кремлівському театрі. На сцені було 120 дітей, але Сталін вибрав саме мене. Мабуть тому що я був маленький худенький […] та чорненький: напевно, вождь народу прийняв мене за свого — представника кавказької національності.[4] |
Сталін подарував йому годинник і, посадивши до себе на коліна, сфотографувався з ним. Після розвінчання «культу особи» (1956) світлину з написом «Спасибо великому Сталину за наше счастливое детство» мама Григорія спалила.
З 1950 р. працював хореографом у Театрі імені Івана Франка. «Поставив до станка» Амвросія Бучму, Наталю Ужвій, Гната Юру.
| У 20 років я став балетмейстером у театрі імені Івана Франка. В 1951 році я як представник України подолав «залізну завісу» — і поїхав до Берліна, на Всесвітній фестиваль молоді та студентів. Українська команда привезла звідти найбільшу кількість золотих медалей.Нас носили на руках, як космонавтів.[9] |
З 1955 р. виступав у складі Державного ансамблю танцю УРСР під керуванням Павла Вірського.
| Найбільшим успіхом вважаю те, що 27 років пропрацював пліч-о-пліч з такою людиною, як Павло Павлович Вірський. Це така величина! Ми об'їздили 71 країну світу! Я брав участь у трьох міжнародних конкурсах і отримав три золоті медалі. Коли мені було 30, мені присвоїли звання заслуженого артиста.[9] |
Головний танцмейстер Віденського балу.
Відкрив Школу танців Чапкіса, бере участь у численних благодійних проектах.
Автор книжки «Любов і танець — секрети довголіття».

## Особисте життя
Був тричі одружений.
- Перша дружина, Людмила, померла у 2006 році.[3]
  - Донька від першого шлюбу, Лілія (1958 р. н.), керує в Італії балетною школою «Чапкіс-Денс».
    - Старша онука, Анна Сафрончик (1981 р. н.) — італійська кіноакторка і модель. У 1998 році перемогла у конкурсі краси «Міс Тоскана», здобула 4-е місце на конкурсі «Міс Італія». Молодша онука, Вікторія (*1993), навчається у Київській хореографічній академії.[3]
- З другою, своєю ученицею (тоді 28-річною) Наталією, одружився 1980 року. Вона мешкає в Сан-Франциско.[3]

- - Син від другого шлюбу, Григорій[11] (англ. Greg Chapkis; 1979 р. н.) — власник школи хіп-хопу «Чапкіс-Денс» (Сан-Франциско).[3][12][13]

- Третя дружина, Алла Борисівна — колишній начальник відділу навчально-методичної роботи в Національному авіаційному університеті.[3]

З 1999 по 2001 рік Чапкіс жив у дочки в Італії.

## Державні нагороди
- орден князя Ярослава Мудрого V ступеня[14]